# Cles
Cles – miejscowość i gmina we Włoszech, w regionie Trydent-Górna Adyga, w prowincji Trydent.
Według danych na rok 2004 gminę zamieszkiwało 6450 osób, 165,4 os./km².
Z Cles pochodzi Letizia Paternoster, włoska kolarka torowa, wielokrotna medalistka mistrzostw świata.